# Nikolauskirche (Neuenstadt am Kocher)

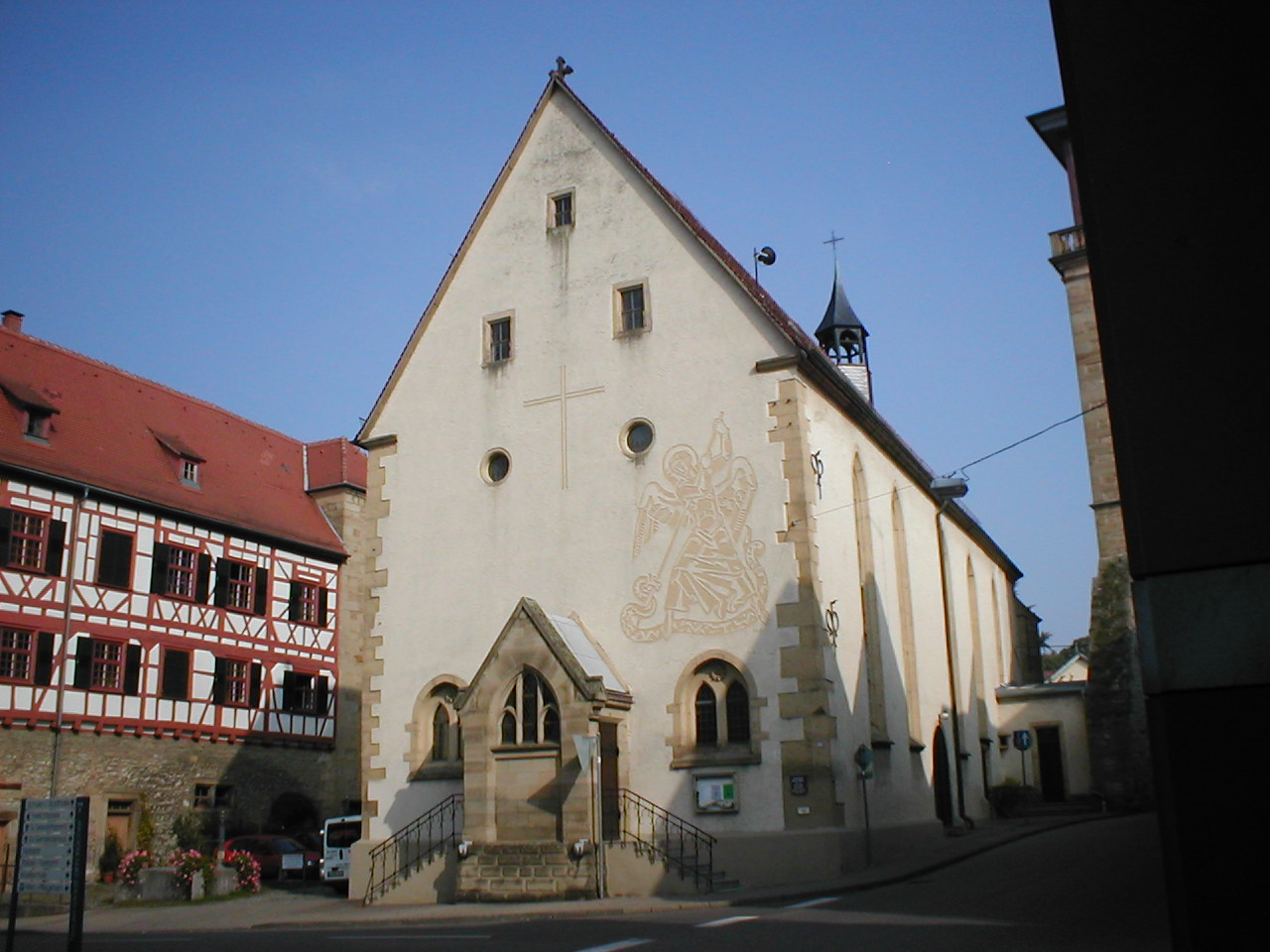
Die Nikolauskirche in Neuenstadt am Kocher

Die Nikolauskirche in Neuenstadt am Kocher im Landkreis Heilbronn im nördlichen Baden-Württemberg ist eine evangelische Pfarrkirche. Das Gebäude geht im Kern auf die Schlosskapelle des Neuenstadter Schlosses zurück, wurde 1481 Pfarrkirche und 1596 zu seiner heutigen Größe erweitert. Unter der Kirche befindet sich die Gruft der Herzöge von Württemberg-Neuenstadt.

## Geschichte

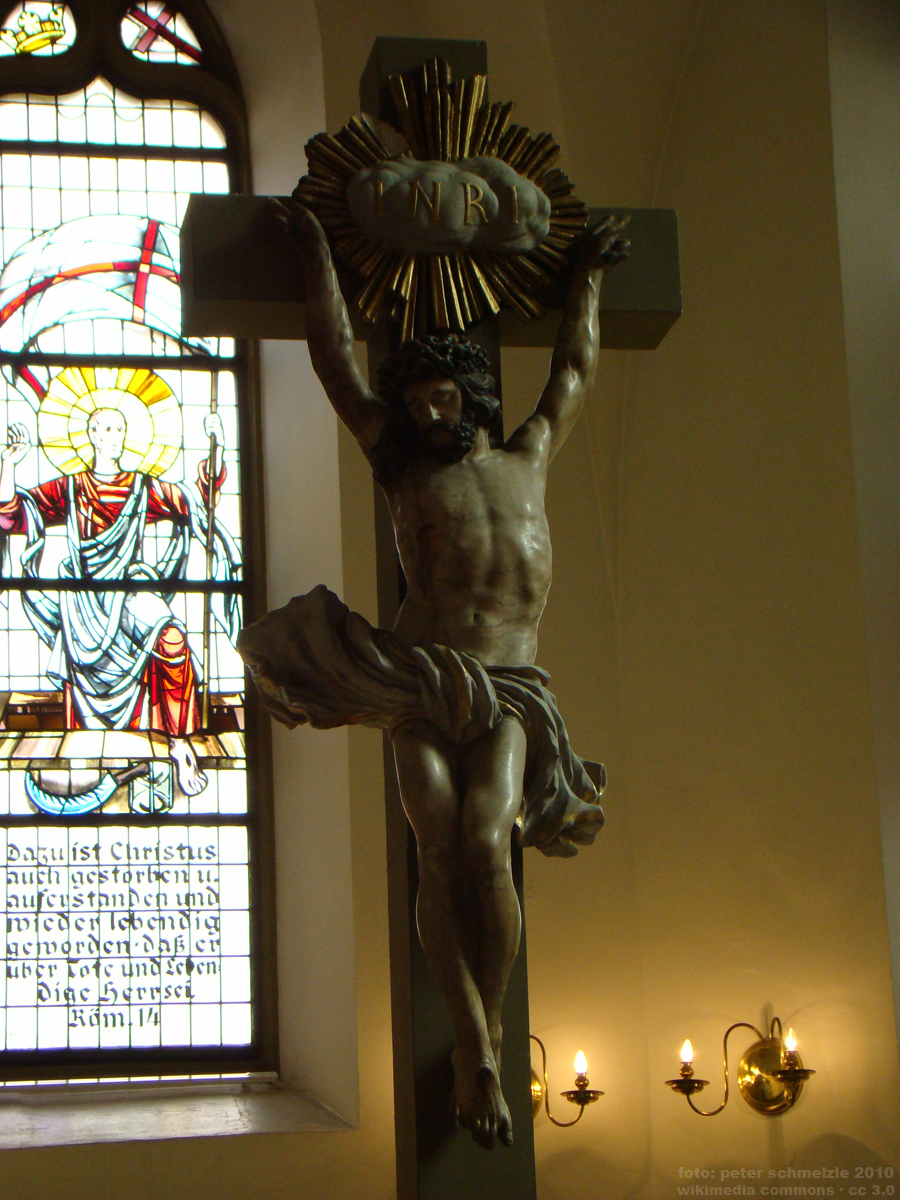
Das Kruzifix der Nikolauskirche wurde 1703 von Herzog Friedrich August gestiftet.

Die Geschichte von Neuenstadt am Kocher ist eng mit der Errichtung eines Herrensitzes dort verbunden, der im 13. oder 14. Jahrhundert entstand, im frühen 15. Jahrhundert Witwensitz der Herren von Weinsberg war und zur „neuen Stadt“ ausgebaut wurde, während die ursprüngliche Siedlung Helmbund aufgegeben wurde. In Helmbund befand sich daher auch die ursprüngliche, dem Heiligen Kilian geweihte Pfarrkirche des Ortes und der bis ins 17. Jahrhundert genutzte Friedhof, während die Nikolauskirche auf die Kapelle des Herrensitzes zurückgeht, die dem Heiligen Nikolaus geweiht war. Das Patronatsrecht der Nikolauskapelle lag seit 1289 beim Kloster Schöntal, das bis zur Reformation 1534 auch in deren Besitz war. 1481 wurde die Nikolauskirche zur Pfarrkirche für Neuenstadt, das 1504 an Württemberg kam, 1534 reformiert und im späten 16. Jahrhundert zur Nebenresidenz der Württemberger Herzöge ausgebaut wurde. 1595 wurde die Kirche durch den Neubau des Kirchenschiffs im Wesentlichen zu ihrer heutigen Gestalt erweitert, die erste Taufe in der neuen Kirche fand am 1. Januar 1596 statt.
Nach dem Dreißigjährigen Krieg ab 1649 bis zu ihrem Aussterben im Mannesstamm 1742 residierte die Nebenlinie Württemberg-Neuenstadt in der Stadt. Die Herzöge ließen die Kirche nach 1650 wieder herrichten und 1664 eine Gruft unter der Sakristei anlegen, die 1701 bis unter den Chorraum erweitert wurde. Die Gruft wurde nach der Beisetzung der jüngsten und zuletzt verstorbenen Tochter Friedrich Augusts 1781 verschlossen und geriet in Vergessenheit, sie wurde erst anlässlich einer Renovierung 1891 wieder zugänglich gemacht. Bei dieser Renovierung durch Heinrich Dolmetsch wurden auch die Empore umgebaut, Fenster, Gestühl und Altar erneuert und die Chordecke ausgemalt.
Eine Orgel wurde erstmals 1653 angeschafft. Die Orgel befand sich zunächst auf einem heute nicht mehr vorhandenen Lettner im Chorraum. 1741 wurde die heute noch erhaltene barocke Orgel von Herzog Carl Rudolf gestiftet. Nach einem Umbau der Orgel 1855 wurde das Instrument 1874 an die Westwand versetzt und bis heute mehrfach umgebaut und restauriert.
Nach dem Zweiten Weltkrieg wurden zunächst die Kriegsschäden an der Kirche behoben. 1957 fand dann eine umfassende Renovierung statt, bei der die neugotische Bemalung der Chorbogenwand und des Chorgewölbes entfernt und dafür die heute im Chor befindlichen historischen Grabmale und Epitaphe angebracht wurden.

## Beschreibung

### Gebäude

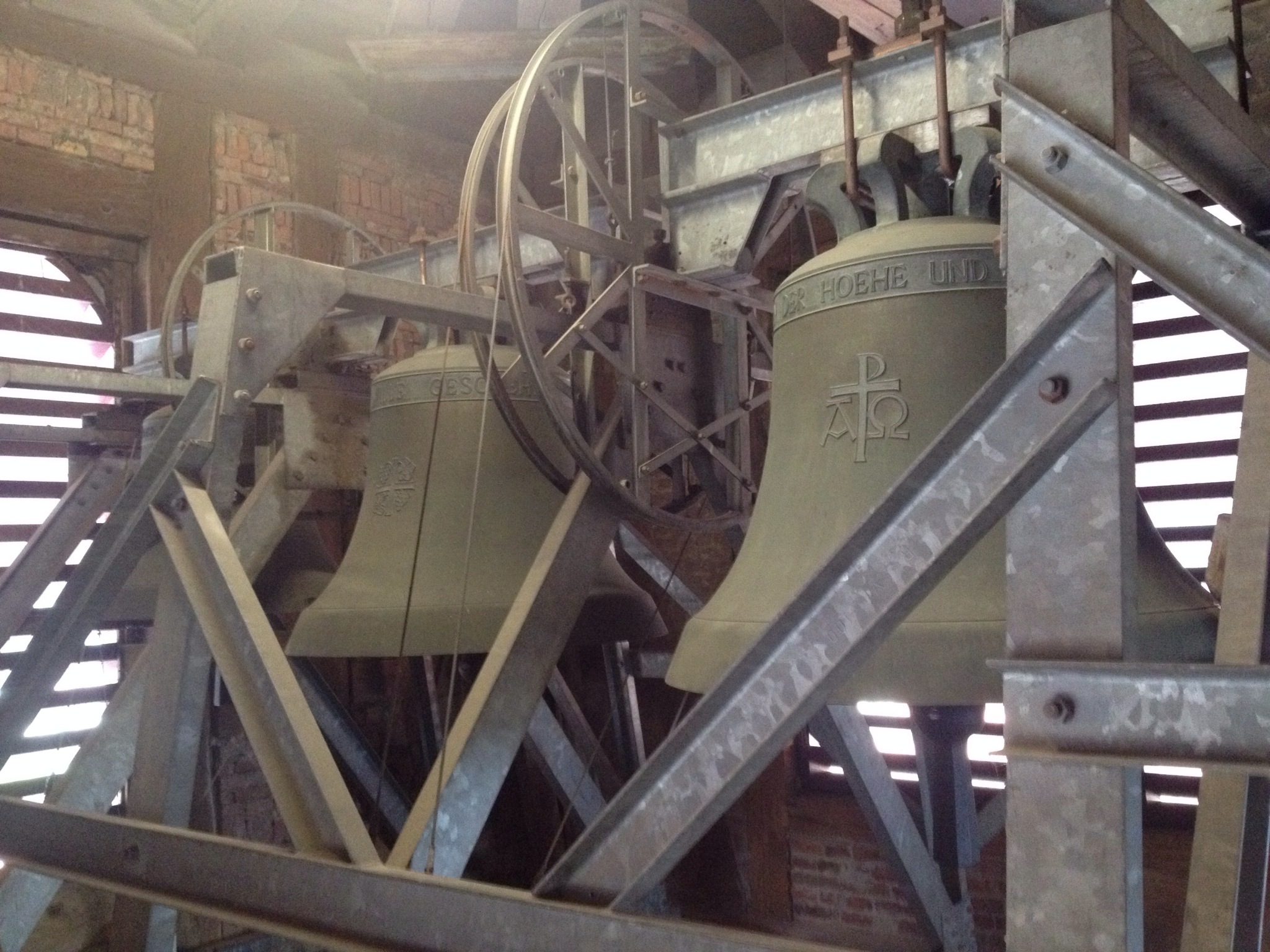
Glockenstuhl im benachbarten Oberen Torturm

Der älteste Teil der Kirche, der gotische Chor, der noch auf die Schlosskapelle zurückgeht, ist nach Osten ausgerichtet. Das 1596 fertiggestellte Langhaus schließt sich nach Westen an und hat eine auf allen drei Seiten umlaufende hölzerne Empore. Die Nordempore hat drei Stockwerke, das dritte Stockwerk wurde 1680 von Herzog Friedrich gestiftet. Auf der Westempore steht die 1741 von Carl Rudolf gestiftete Orgel des Orgelbauers Johann Adam Ehrlich, die 1891 um ein Unterpositiv ergänzt wurde, das seit 1963 als Rückpositiv in der Brüstung eingebaut ist. Nach Süden ist an den Chor eine Sakristei angebaut, durch die der heutige Zugang zur Württemberg-Neuenstadter Gruft erfolgt.
Die Kirche weist zwar einen Dachreiter auf, aber verfügt über keine Glocken. Als Glockenturm fungiert der unmittelbar neben der Kirche befindliche Obere Torturm.
An der Westfassade befindet sich seit 1949 ein großes Sgraffito von Rudolf Yelin d. J. mit dem nach der NS- und Kriegszeit häufig umgesetzten Motiv des Erzengels Michael, der gegen das Böse kämpft.

### Chor

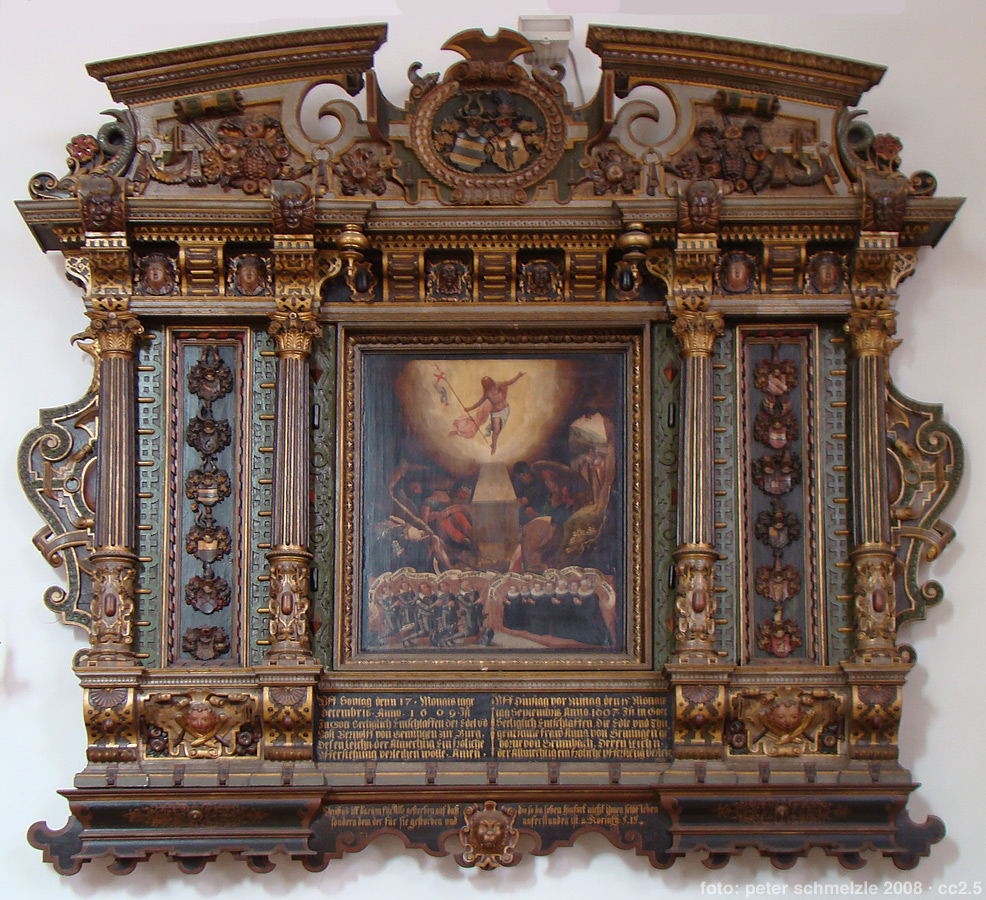
Epitaph für Bernolf von Gemmingen und seine Frau Anna (17. Jahrhundert)

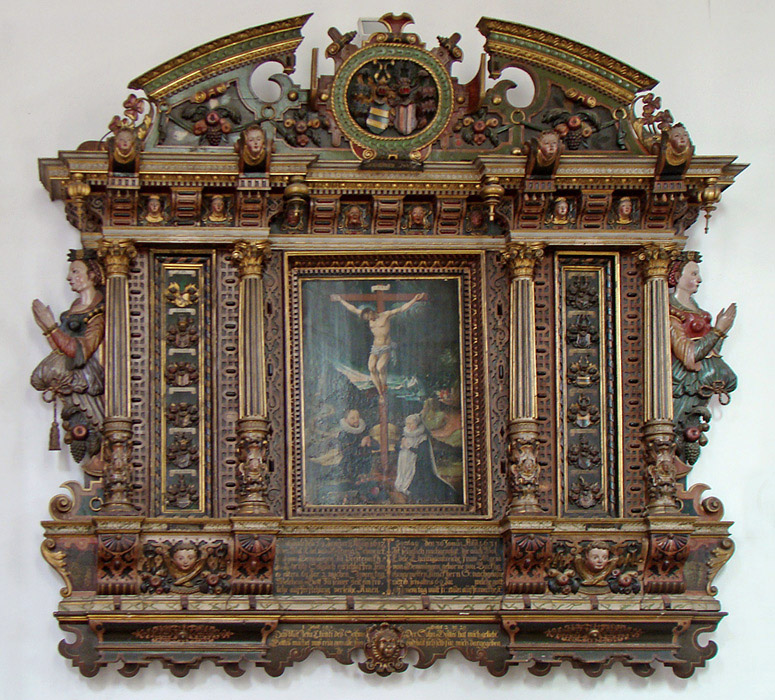
Epitaph für Schweikard von Gemmingen und seine Frau Maria (17. Jahrhundert)

Im Chor sind mehrere schmuckvolle Grabplatten und Epitaphe angebracht. Die älteste Grabplatte ist die der Anna von Weinsberg († 1413), der Mutter Konrads IX. von Weinsberg, die im Schloss ihren Witwensitz hatte. Aus früher württembergischer Zeit stammt das Epitaph für Gottfried Limpurg, den Sohn des württembergischen Amtmanns Eberhard Schenk von Limpurg, und das der Sabina von Helmstatt, einer Tochter eines württembergischen Amtmannes aus der Familie der Herren von Helmstatt. Die beiden schmuckvollen Epitaphe an der Wand der linken Chorseite stammen vom Beginn des 17. Jahrhunderts und zeigen Angehörige der Herren von Gemmingen: Bernolf von Gemmingen-Bürg († 1609) mit seiner Frau Anna († 1607), der im bis 1650 kirchlich zu Neuenstadt zählenden Nachbarort Bürg die Grundherrschaft ausübte, sowie den auf Schloss Presteneck in Stein am Kocher gesessenen Schweikard von Gemmingen-Presteneck († 1617) mit seiner Frau Maria von Backha († 1631). Über der Sakristeitür erinnert ein Epitaph an Johann Philipp von Ehrenberg, der 1631 in Neuenstadt starb. Die neueste Grabplatte ist die des Neuenstadter Dekans Johann Wolf von 1669.
Der Taufstein von 1499 und die Altarumfassung sind noch aus vorreformatorischer Zeit. Das Altarkreuz aus Sandstein mit Jesuskörper aus Marmor wurde 1703 von Herzog Friedrich August gestiftet. Die neogotische hölzerne Kanzel am rechten Chorbogen zeigt in Reliefschnitzereien die vier Evangelisten und wurde anlässlich der Renovierung 1891 von der Apothekerwitwe Marie Möricke gestiftet. Das Familienwappen der Möricke ist in die Mitte der Chorrückwand zu sehen.
Im Chor befinden sich außerdem zwei alte Ölbilder. Weitere historische Gemälde und ein weiteres Epitaph befinden sich auf der Empore. An einem der Emporenpfosten ist das Wappen der Freifrau von Wächter zu Lautenbach angebracht, von der drei Chorfenster gestiftet wurden.

### Chorfenster
Die im Zweiten Weltkrieg zerstörten Glasgemälde in den vier Chorfenstern von 1891 (Geburt Christi; Auferstehung; Ausgießung des heiligen Geistes; Luther-Brustbild mit Luther-Wahlspruch) wurden 1950 durch drei von Adolf Valentin Saile geschaffene Werke ersetzt (Linkes Fenster: oben die Propheten Jesaja und Micha; zweite Reihe: Geburt Jesu, drei Weisen; dritte Reihe: Maria und Elisabeth, Hirten; unten: Jesse und David. Mittleres Fenster: Auferstehung. Rechtes Fenster unten: Emmaus Jünger, ungläubiger Thomas, darüber Pfingsten, Ausgießung des Heiligen Geistes)

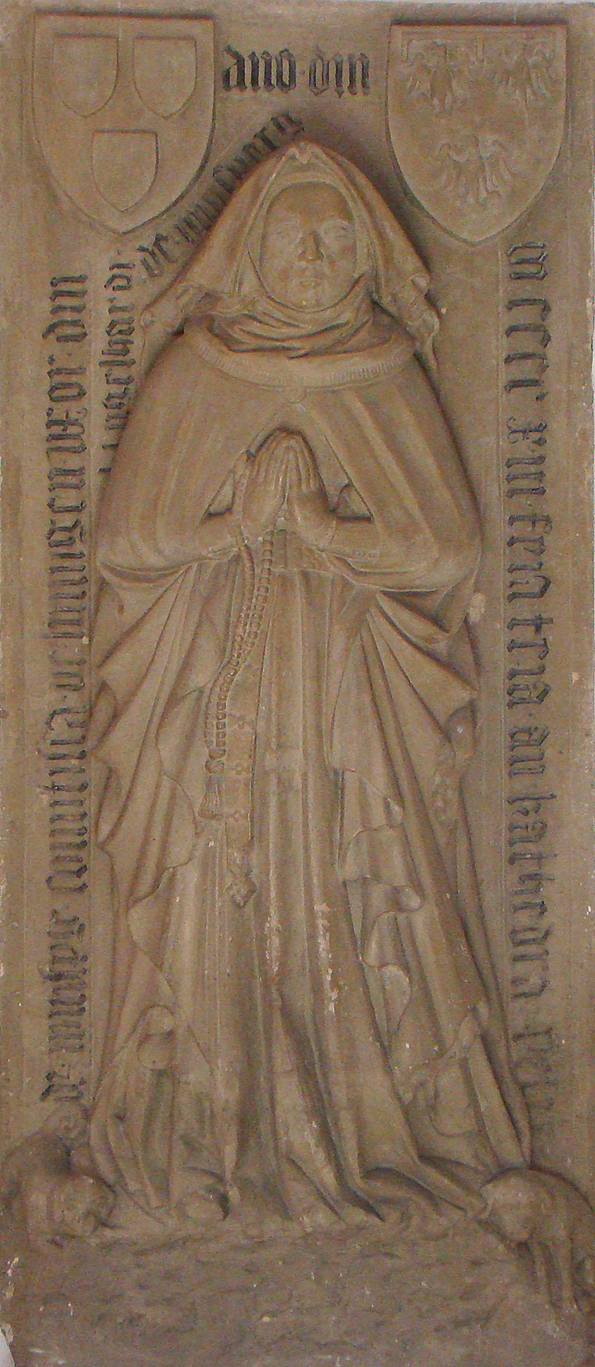
Grabplatte Anna von Weinsberg († 1413)
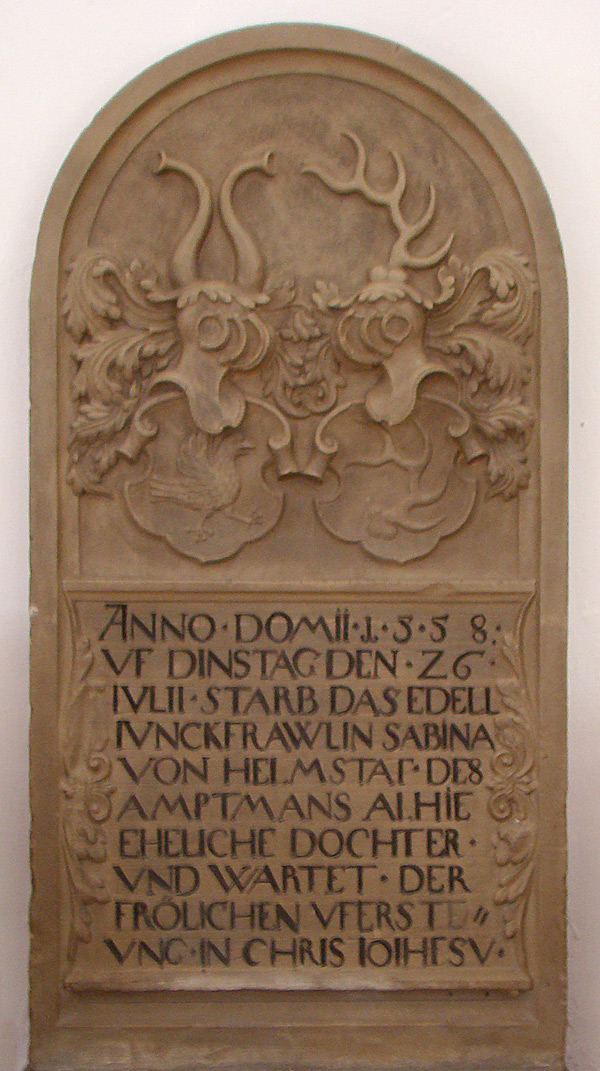
Epitaph für Sabina von Helmstatt († 1558)
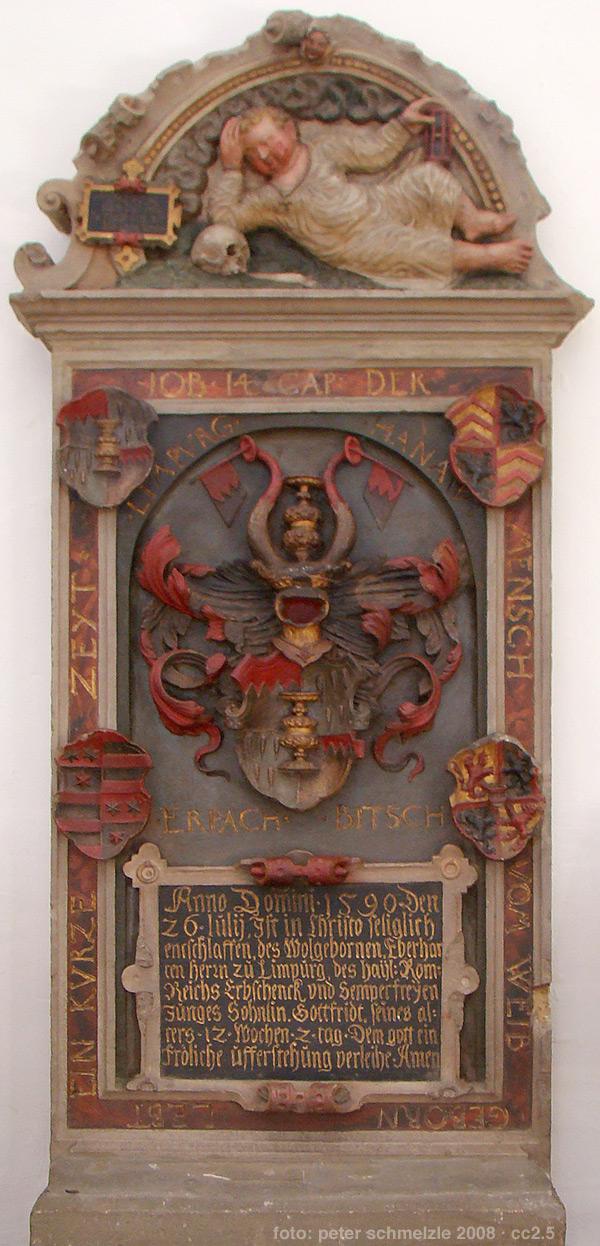
Epitaph für Gottfried Limpurg († 1590)

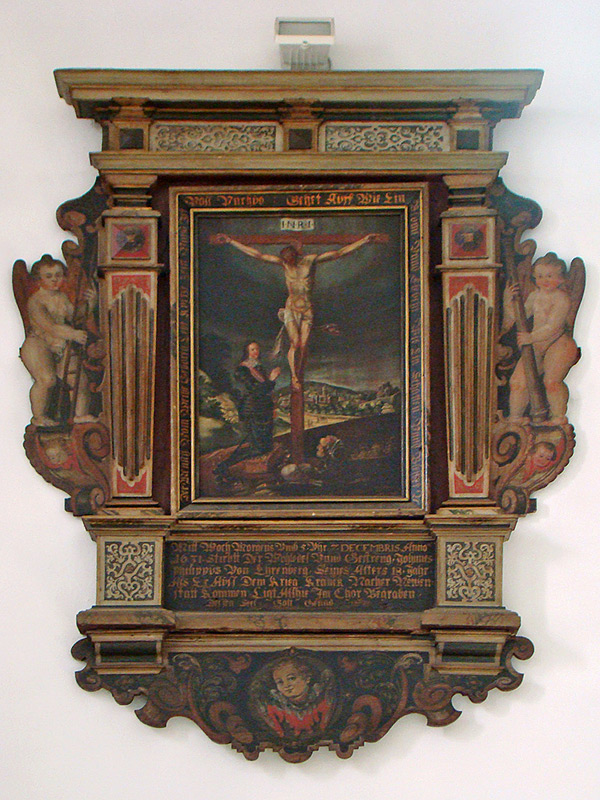
Epitaph für Johann Philipp von Ehrenberg († 1631)
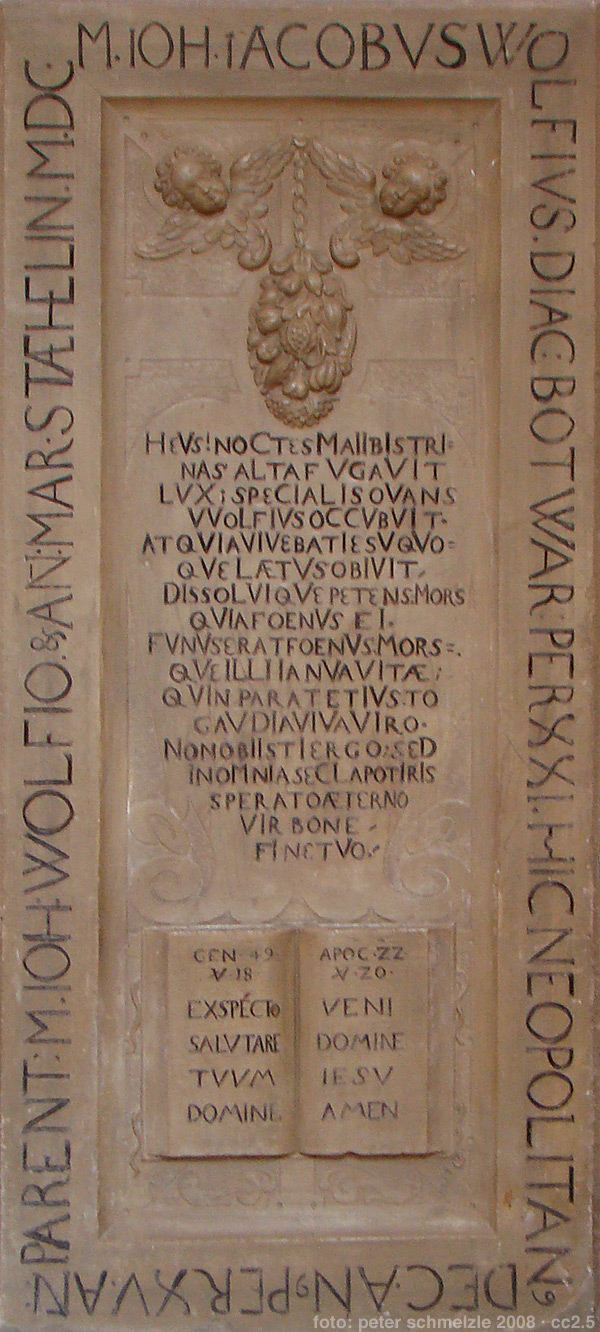
Grabplatte des Dekans Johann Wolf († 1669)
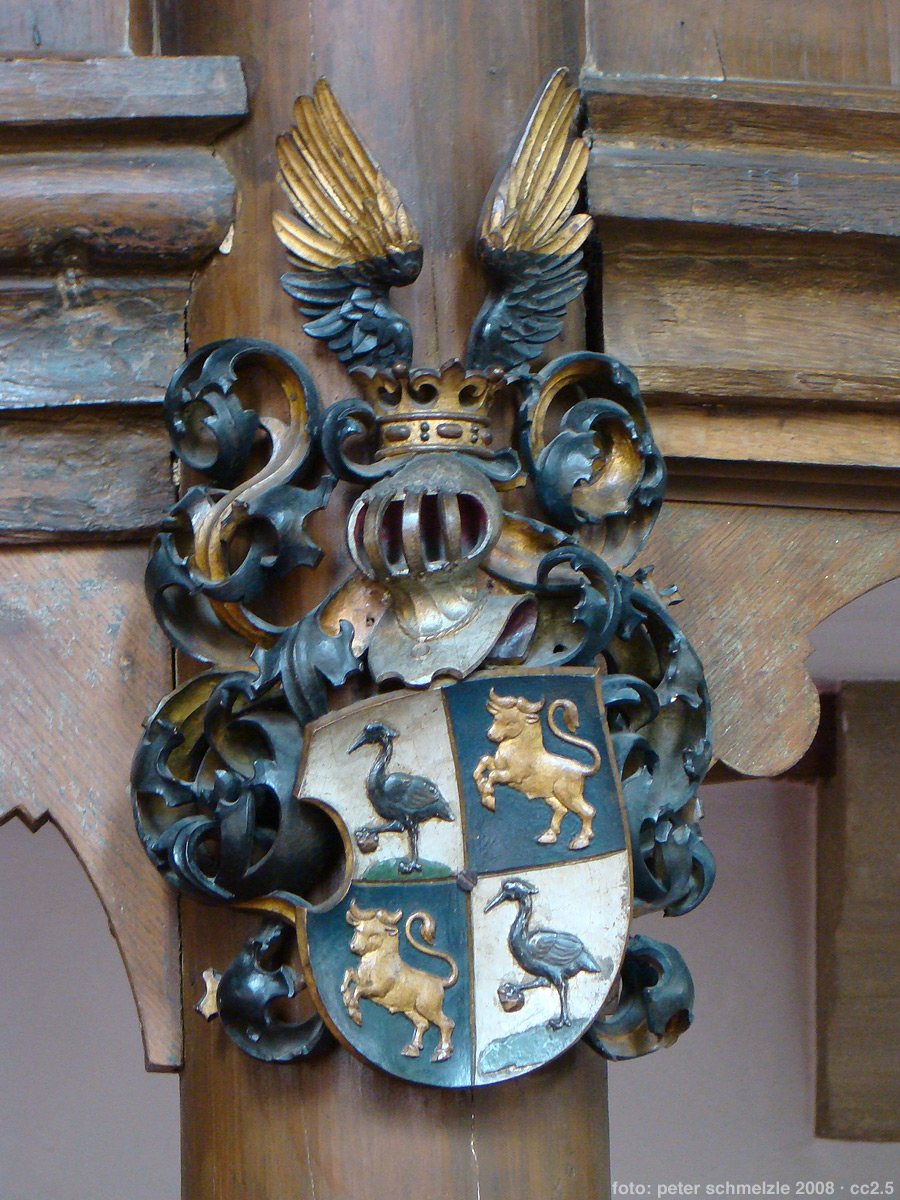
Stifterwappen der Freifrau von Wächter zu Lautenbach

### Gruft

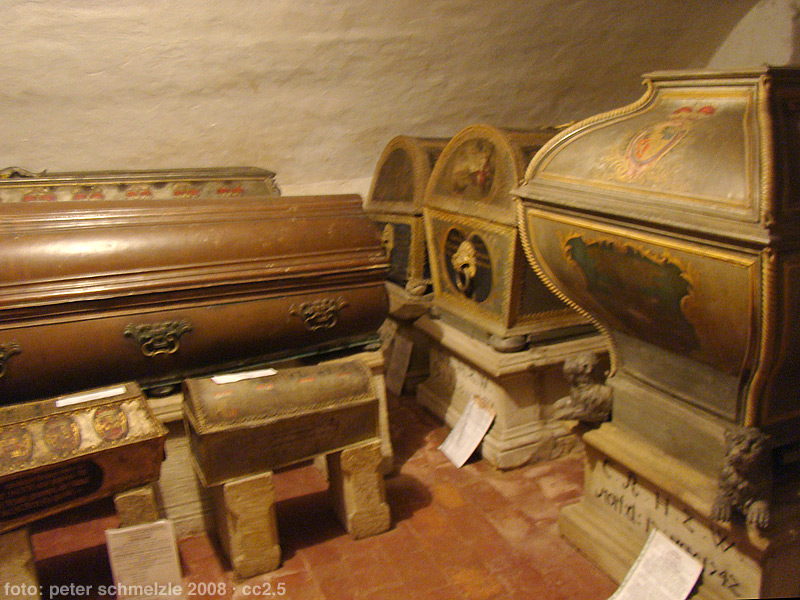
Blick in die „Vordere Gruft“

Der Zugang zur Gruft erfolgt durch die Sakristei. Die „Innere Gruft“ unter der Sakristei wurde 1664 von Friedrich von Württemberg-Neuenstadt angelegt und 1701 unter Friedrich August um einen größeren Teil, die „Vordere Gruft“ unter dem Chor, erweitert. Den tonnengewölbten Bau von 1664 leitete der Werkmeister Jakob Ehemand, an der südlichen Längswand ist sein Meisterzeichen erhalten. Die Erweiterung von 1701 führte der Stuttgarter Baumeister Matthias Weiß durch. Beide Gruftteile sind durch einen Gang verbunden, der unter dem südlichen Sockelgemäuer des Chors hindurchgegraben ist. Der Zugang zur Gruft war einst durch eine Treppe vom Chor möglich. Dieser Zugang wurde jedoch später mit alten Grabplatten verschlossen, auf denen heute der Altar steht.
In der Gruft befinden sich insgesamt 18 Sarkophage von Württemberg-Neuenstadter Herzögen sowie deren Gattinnen und Kindern. Sechs Sarkophage aus der Zeit von 1664 bis 1680 sind in der Inneren und zwölf Sarkophage von 1680 bis 1781 in der Vorderen Gruft. Der älteste Sarkophag ist der von Prinzessin Barbara (1663–64), einer früh verstorbenen Tochter Herzog Friedrichs, der jüngste ist der von Prinzessin Friederike (1699–1781), der jüngsten und zuletzt verstorbenen Tochter Herzog Friedrich Augusts. Bis auf Friederikes Buntmetallsarkophag bestehen die Sarkophage aus Zink und sind kunstvoll verziert. Inschriften benennen und beschreiben die Verstorbenen und stellen die Wappengalerie ihrer Ahnenreihe dar. Manche der Sarkophage sind farbig bemalt. Neben Wappendarstellungen sind auch Porträts der Verstorbenen zu sehen, u. a. Ferdinand Wilhelm (1659–1701) mit dem Mal der Schussverletzung in der Stirn, an deren Spätfolgen er verstarb.
Die Särge aus der Zeit bis 1670 stammen im Wesentlichen von der Heilbronner Werkstatt von Centurio Mühlbeyer. Die Särge nach 1680 wurden meist bei Martin Pschorn in Öhringen gefertigt. Die älteren Sargmalereien stammen wohl von Siegfried Wolfgang Stichling (1640–1690), ab den späten 1680er Jahren wohl von dessen Sohn Johann Wolfgang Stichling (* 1666), der Hofmaler in Neuenstadt war. Er hat den Sarg von Herzog Adam († 1690) mit seinem Namen signiert. Die Malereien sind in der Hohenloher Sepulkralkultur folgender Weise ausgeführt.
Die Särge wurden nie geöffnet, und man vermutet, dass sie alle noch in weiteren Innensärgen die einbalsamierten sterblichen Überreste der in den Beschriftungen genannten Personen enthalten.
Außer den heute erhaltenen 18 Sarkophagen befanden sich einst noch weitere in der Gruft. Zwei Sarkophage wurden 1706 bei einem von dem Türmer und Musikanten Franz Dübner verübten Grabraub noch in der Gruft mit einem aus Bodenfliesen gebauten Schmelzofen eingeschmolzen, wofür der ertappte Räuber hingerichtet wurde.

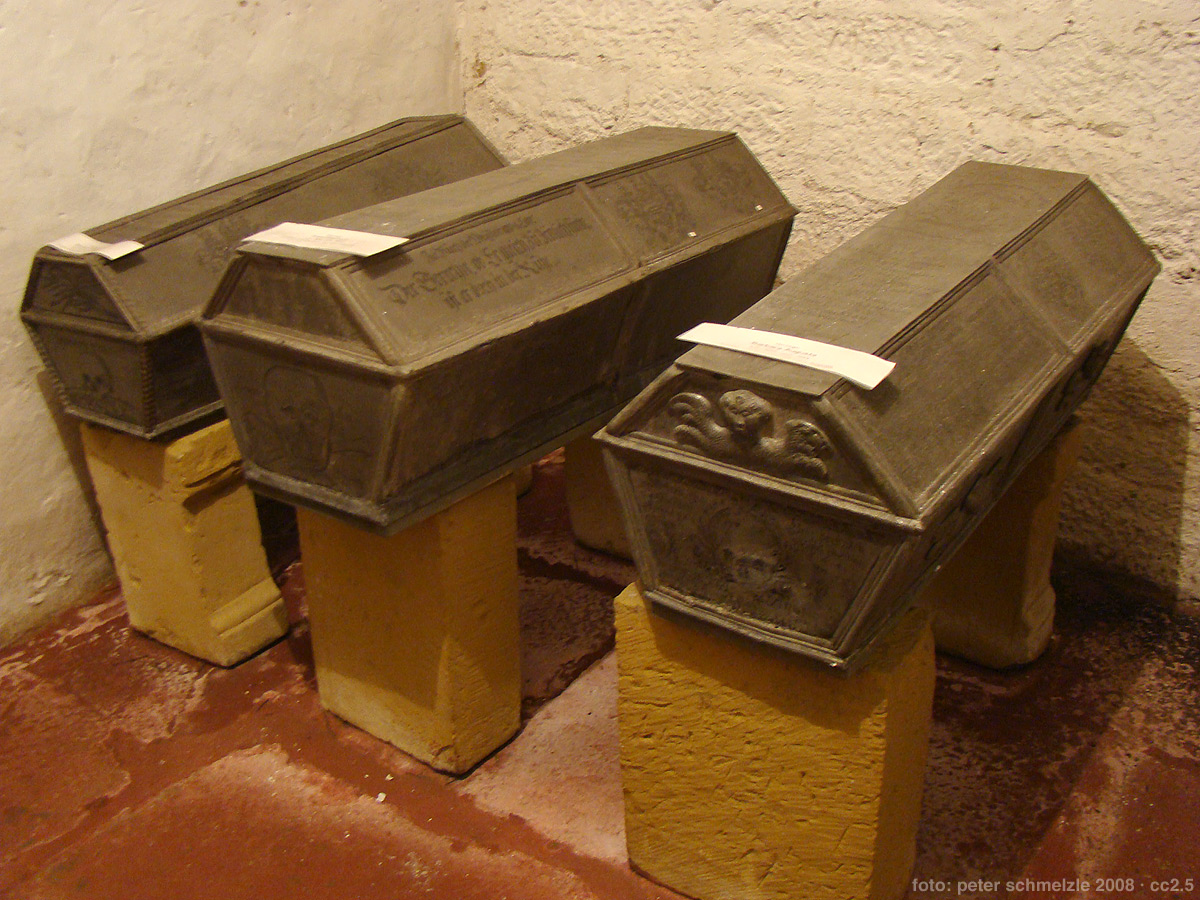
Kindersarkophage dreier 1664–70 früh verstorbener Töchter Herzog Friedrichs
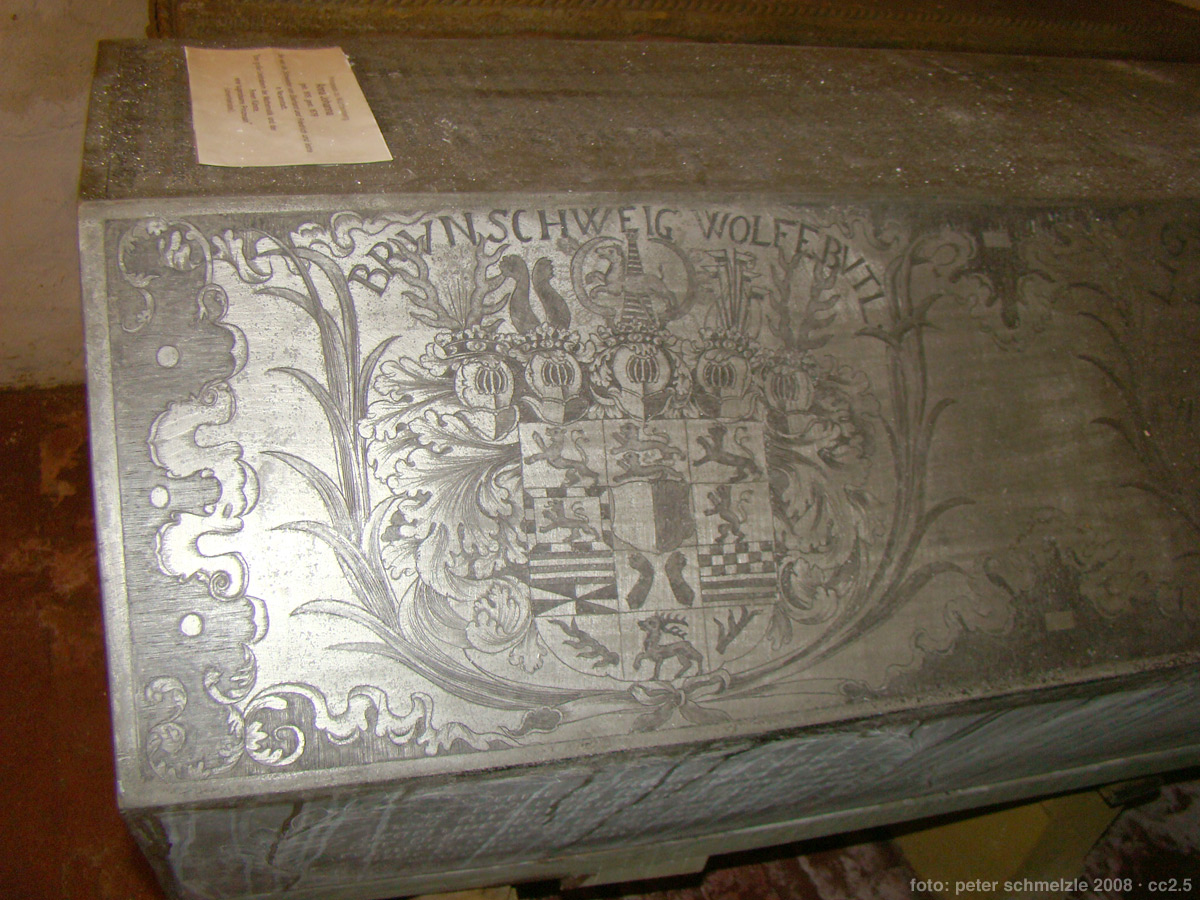
Braunschweig- Wolfenbütteler Wappen der Mutter am Sarkophag von Prinz Albrecht († 1670)
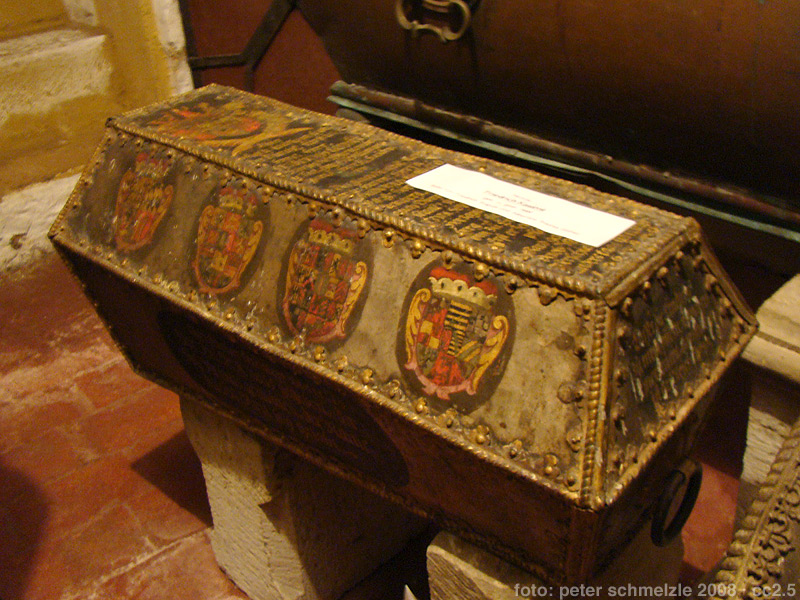
Kindersarkophag von Friedrich Casimir († 1680), eines früh verstorbenen Sohnes Herzog Friedrich Augusts

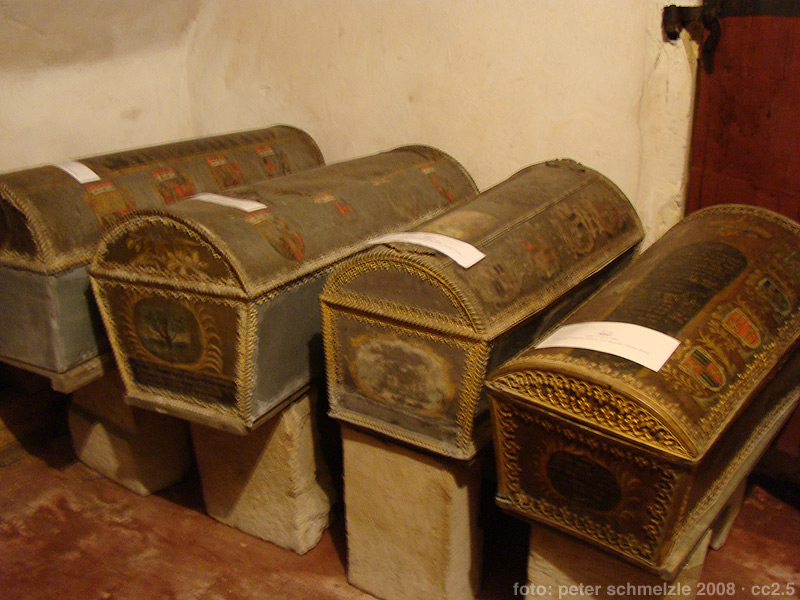
Kindersarkophage von vier 1684–90 früh verstorbenen Söhnen Herzog Friedrich-Augusts
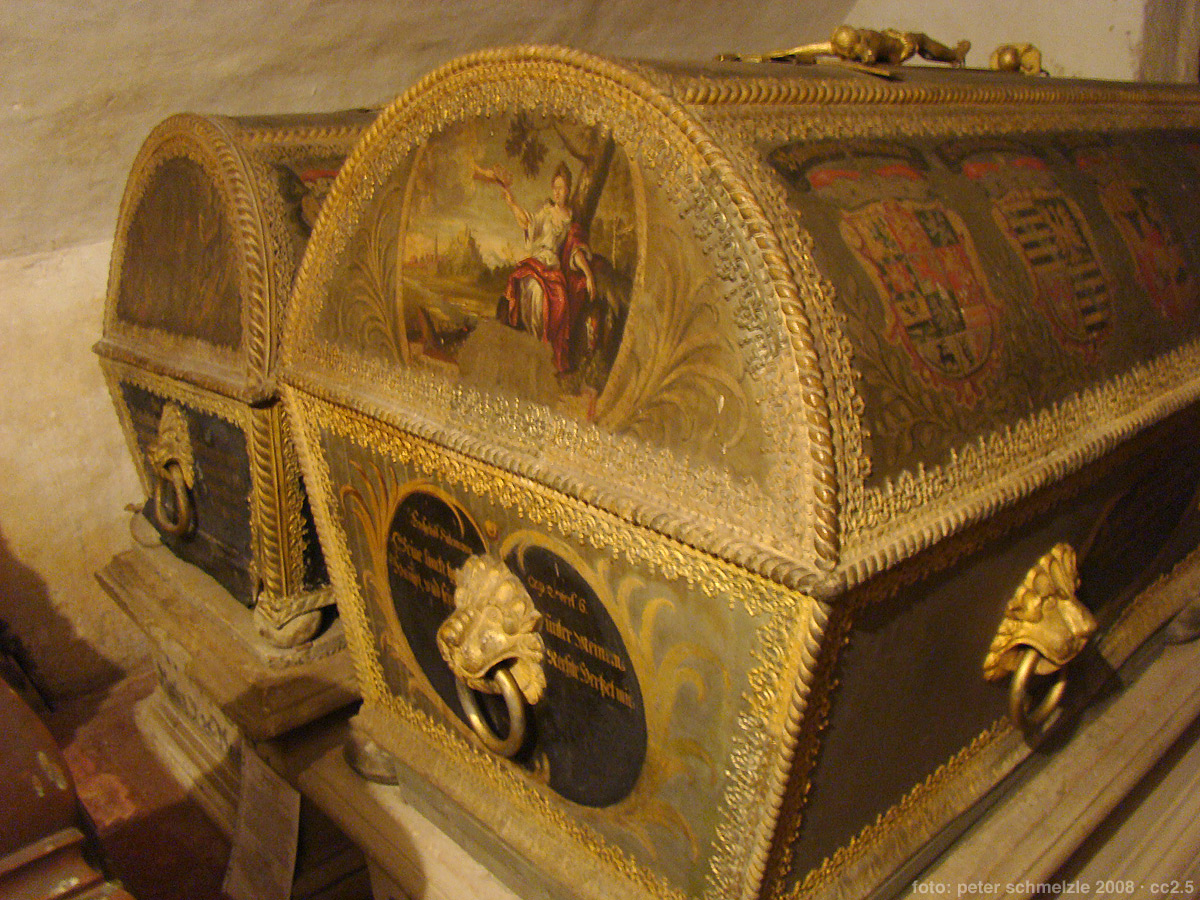
Sarkophage von Friedrich von Württemberg-Neuenstadt (1615–1682), hinten, und seiner Frau Clara Augusta von Braunschweig-Wolfenbüttel (1632–1700)
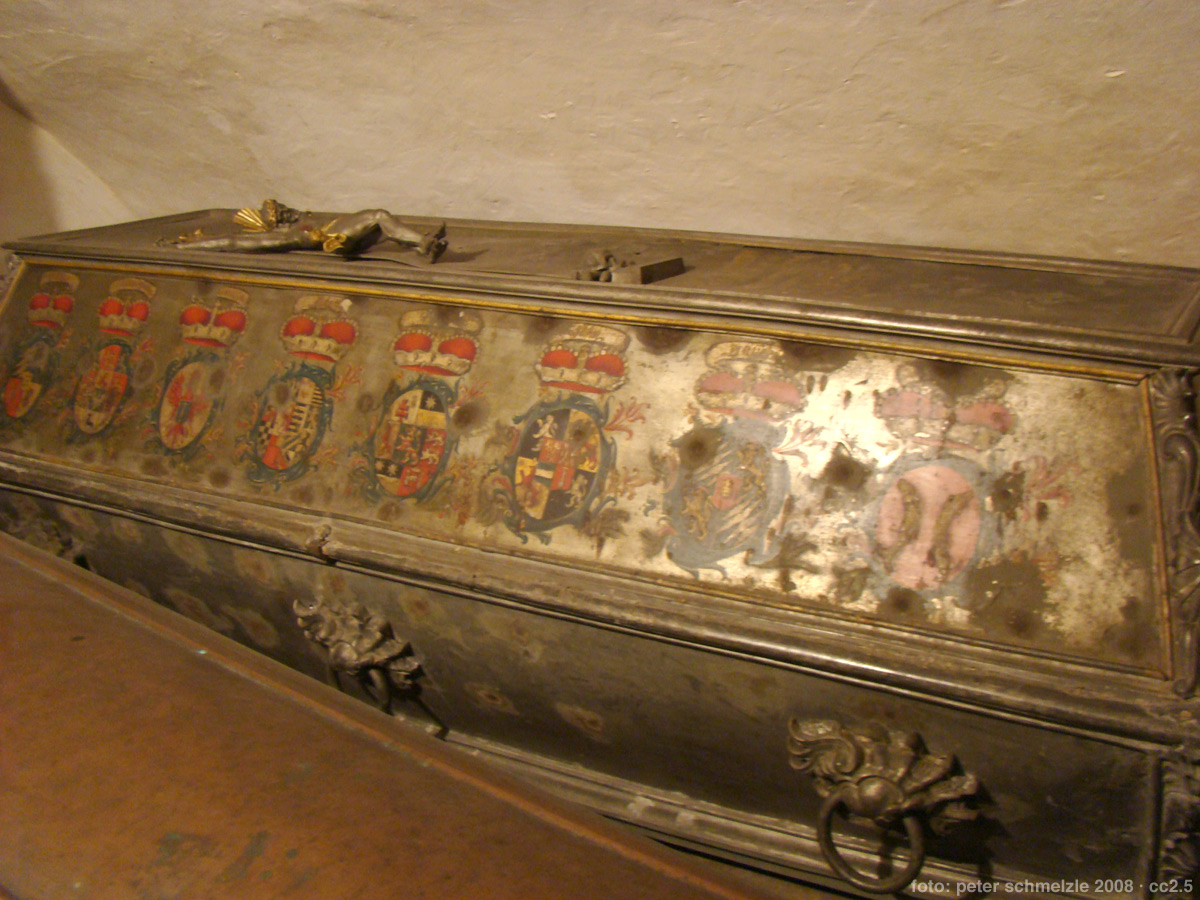
Sarkophag von Prinzessin Eleonora († 1751)